# Gwen Stefani
Gwen Renée Stefani (Fullerton, California; 3 de octubre de 1969) es una cantante, compositora, diseñadora de moda y actriz estadounidense. Es cofundadora, vocalista y compositora principal de la banda No Doubt, cuyos sencillos incluyen «Just a Girl», «Spiderwebs» y «Don't Speak», de su álbum de estudio de 1995 Tragic Kingdom, así como «Hey Baby» e «It's My Life», de álbumes posteriores.
Durante el hiato de la banda, se embarcó en una carrera como solista en 2004 al lanzar su álbum de estudio debut Love. Angel. Music. Baby. inspirado en la música pop de la década de 1980, con el cual tuvo éxito comercial y de crítica. Este álbum generó seis sencillos, incluidos «What You Waiting For?», «Rich Girl», «Hollaback Girl» y «Cool». «Hollaback Girl» alcanzó el número uno en la lista Billboard Hot 100 y también se convirtió en la primera canción en vender un millón de copias en formato digital. En 2006, lanzó su segundo álbum de estudio, The Sweet Escape. Entre los sencillos de este disco están «Wind It Up» y «The Sweet Escape», canción que alcanzó el número tres en la lista Billboard Hot 100 a fines de 2007. Su tercer disco en solitario, This Is What the Truth Feels Like (2016), fue su primer álbum solista en alcanzar el número uno en la lista Billboard 200. Su cuarto y primer álbum navideño, You Make It Feel Like Christmas, fue lanzado en 2017 y ubicó 19 pistas en la lista Holiday Digital Song Sales de Billboard en los Estados Unidos. Ha lanzado varios sencillos con Blake Shelton, incluido «Nobody but You» (2020), que alcanzó el número 18 en los EE. UU. En 2024, lanzó su quinto álbum de estudio Bouquet.
Ganó tres premios Grammy. Como solista, ha recibido un American Music Award, un Brit Award, un World Music Award y dos Billboard Music Awards. En 2003, debutó con su línea de ropa L.A.M.B. y amplió su colección con la línea Harajuku Lovers de 2005, inspirada en la cultura y moda japonesa. La revista Billboard clasificó a Stefani como la 54.ª artista más exitosa y la 37.ª artista Hot 100 más exitosa de la década 2000-2009. En VH1 ocupó el puesto 13 en su lista de las «100 mujeres más grandes de la música» en 2012. Como artista solista, Stefani ha vendido más de 30 millones de álbumes en todo el mundo.

## Primeros años
Gwen Renée Stefani nació el 3 de octubre de 1969 en Fullerton, California, y se crio como católica. Recibió el nombre de una azafata en la novela Airport de 1968, y su segundo nombre, Renée, proviene de un cover hecho por el grupo Four Tops de la canción de Left Banke «Walk Away Renée». Su padre, Dennis Stefani, es de ascendencia italiana y trabajó como ejecutivo de marketing en Yamaha. Su madre Patti —de soltera Flynn— es de ascendencia irlandesa y trabajó como contadora antes de convertirse en ama de casa. Ambos eran aficionados a la música folclórica y le presentaron ciertos artistas del género como Bob Dylan y Emmylou Harris. Tiene dos hermanos menores, Jill y Todd, y uno mayor llamado Eric, quien fue el tecladista de No Doubt antes de dejar la banda para seguir una carrera como animador en Los Simpson. Asistió a la Loara High School, donde se graduó en 1987. Después de la secundaria, fue a Fullerton College, antes de transferirse a la Universidad Estatal de California en Fullerton.

## Carrera

### 1986-2004: inicios de carrera y No Doubt
Su hermano Eric le presentó la música 2 Tone de Madness y The Selecter y, en 1986, la invitó a ser la voz de No Doubt, un grupo de ska que él estaba formando. En 1991, la banda firmó con Interscope Records, y al año siguiente lanzaron su álbum debut homónimo en 1992, pero su sonido ska-pop no tuvo mucho éxito debido a la popularidad del grunge. Antes del éxito generalizado de No Doubt y Sublime, contribuyó como vocalista invitada en «Saw Red», en el álbum Robbin' the Hood de Sublime de 1994. Stefani rechazaba la agresividad de las artistas grunge femeninas, y mencionó el atractivo sexual de la cantante de Blondie, Debbie Harry, como una gran influencia, diciendo: «Era sexy, y no se avergonzaba de rockear, y para mí, eso es tenerlo todo. Porque todos queremos ser sexys, incluso los chicos». El tercer álbum de No Doubt, Tragic Kingdom (1995), que siguió al autoeditado The Beacon Street Collection (1995), les llevó más de tres años. Se lanzaron cinco sencillos de Tragic Kingdom, incluido «Don't Speak», que lideró la lista de fin de año Hot 100 Airplay en 1997. Dejó la universidad durante un semestre para hacer la gira de Tragic Kingdom, pero no regresó, ya que duró dos años y medio. Tragic Kingdom fue nominado a un Grammy como mejor álbum de rock, y vendió más de 16 millones de copias en todo el mundo en 2004. A finales de 2000, la revista Rolling Stone la nombró «la reina del pop confesional».
Durante el éxito de No Doubt, colaboró en los sencillos «You're the Boss» con Brian Setzer Orchestra, «South Side» con Moby y «Let Me Blow Ya Mind» con Eve. La banda lanzó su cuarto disco de estudio Return of Saturn en 2000. La mayor parte de las letras están centradas en su relación a menudo difícil con el entonces líder de Bush, Gavin Rossdale, y sus inseguridades, entre ellas la indecisión sobre establecerse y tener un hijo. En Rock Steady (2001), exploró más sonidos como el reggae y el dancehall, a la vez que mantuvo las influencias new wave. Este disco estuvo en las posiciones más altas en las listas de álbumes Billboard 200 y Top Internet Albums; donde obtuvo los puestos 9 y 7 respectivamente, y «Hey Baby» y «Underneath It All» recibieron premios Grammy a mejor actuación vocal por un dúo o grupo. Una colección de grandes éxitos, The Singles 1992-2003, incluye una versión de «It's My Life» de Talk Talk, lanzado en 2003. En 2002, Eve y Stefani ganaron un premio Grammy a la mejor colaboración de rap/cantada por «Let Me Blow Ya Mind».

### 2004-2006: debut en solitario y otras iniciativas

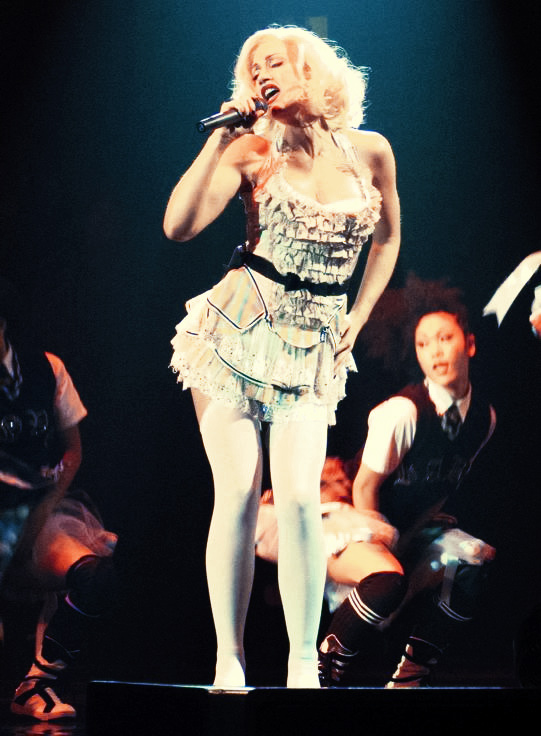
Stefani interpretando «What You Waiting For?» durante el Harajuku Lovers Tour en 2005

Su álbum debut solista, Love. Angel. Music. Baby. lanzado el 12 de noviembre de 2004, presenta varias colaboraciones con productores y otros artistas, incluidos Tony Kanal, Tom Rothrock, Linda Perry, André 3000, Nellee Hooper, The Neptunes y New Order, y tiene influencias de varios estilos musicales, como el electropop, new wave, dance-rock, hip hop, R&B, soul y música disco. Lo creó como una versión moderna de la música que escuchaba cuando estaba en la escuela secundaria, y L.A.M.B. toma influencia de una variedad de estilos musicales de la década de 1980 y principios de la de 1990, como el new wave, synthpop y electro. La decisión de Stefani de orientar su carrera solista a la música pop en lugar de intentar «convencer al mundo de [su] talento, profundidad y valor artístico» ha sido considerada inusual. Love. Angel. Music. Baby. fue descrito como «súper divertido pero [...] no exactamente lleno de comentarios sociales subversivos». Debutó en la lista de álbumes Billboard 200 de EE. UU. en el número siete, además de vender 309 000 copias en su primera semana. L.A.M.B. alcanzó el estatus de multiplatino en los Estados Unidos, el Reino Unido, Australia y Canadá.
El primer sencillo del álbum, «What You Waiting For?», debutó en la cima del ARIA Singles Chart, ubicado en el número 47 en el Billboard Hot 100 de EE. UU. y alcanzó los diez primeros puestos en la mayoría de las otras listas. En la canción, explica por qué produjo un álbum en solitario y habla de sus temores de dejar No Doubt para emprender este camino, así como de su deseo de tener hijos. «Rich Girl» fue el segundo sencillo. Un dúo con la rapera Eve, y producido por Dr. Dre, es una adaptación de una canción pop de la década de 1990 de los músicos británicos Louchie Lou & Michie One, que en sí misma es una versión con una letra ligeramente distinta, pero más cerca en melodía de «If I Were a Rich Man» del musical El violinista en el tejado. Alcanzó el Top 10 de los Estados Unidos y el Reino Unido. El tercer sencillo, «Hollaback Girl», se convirtió en el primero en llegar al número uno en los Estados Unidos y el segundo en Australia de Stefani; alcanzó los diez primeros en otros lugares. También fue la primera en vender digitalmente más de un millón de copias, y su composición, cercana al metal siguió siendo popular durante todo 2005. El cuarto sencillo, «Cool», lanzado poco después de la popularidad de su predecesor, alcanzó el Top 20 en los EE. UU. y el Reino Unido. La letra de la canción y el video musical que la acompaña, filmado en el lago de Como, representan su relación anterior con Kanal. «Luxurious» se lanzó como quinto sencillo, pero no tuvo tanto éxito como sus predecesores. Como Stefani estaba embarazada, lanzó «Crash» como sexto sencillo en vez de un nuevo álbum.
En 2004, quiso hacer apariciones en películas y comenzó a hacer audiciones para películas como Mr. & Mrs. Smith. Debutó en el cine interpretando a Jean Harlow en The Aviator de Martin Scorsese. El director, cuya hija era fan de No Doubt, eligió a Stefani después de ver una fotografía de una sesión inspirada en Marilyn Monroe para Teen Vogue en 2003. Para prepararse para actuar, leyó dos biografías y vio dieciocho películas de Harlow. Filmar su papel tomó de cuatro a cinco días donde tenía pocas líneas. Prestó su voz al personaje principal del videojuego Malice, pero la empresa optó por no utilizar las voces de los miembros de la banda No Doubt.

### 2006-2013:The Sweet Escapey regreso a No Doubt

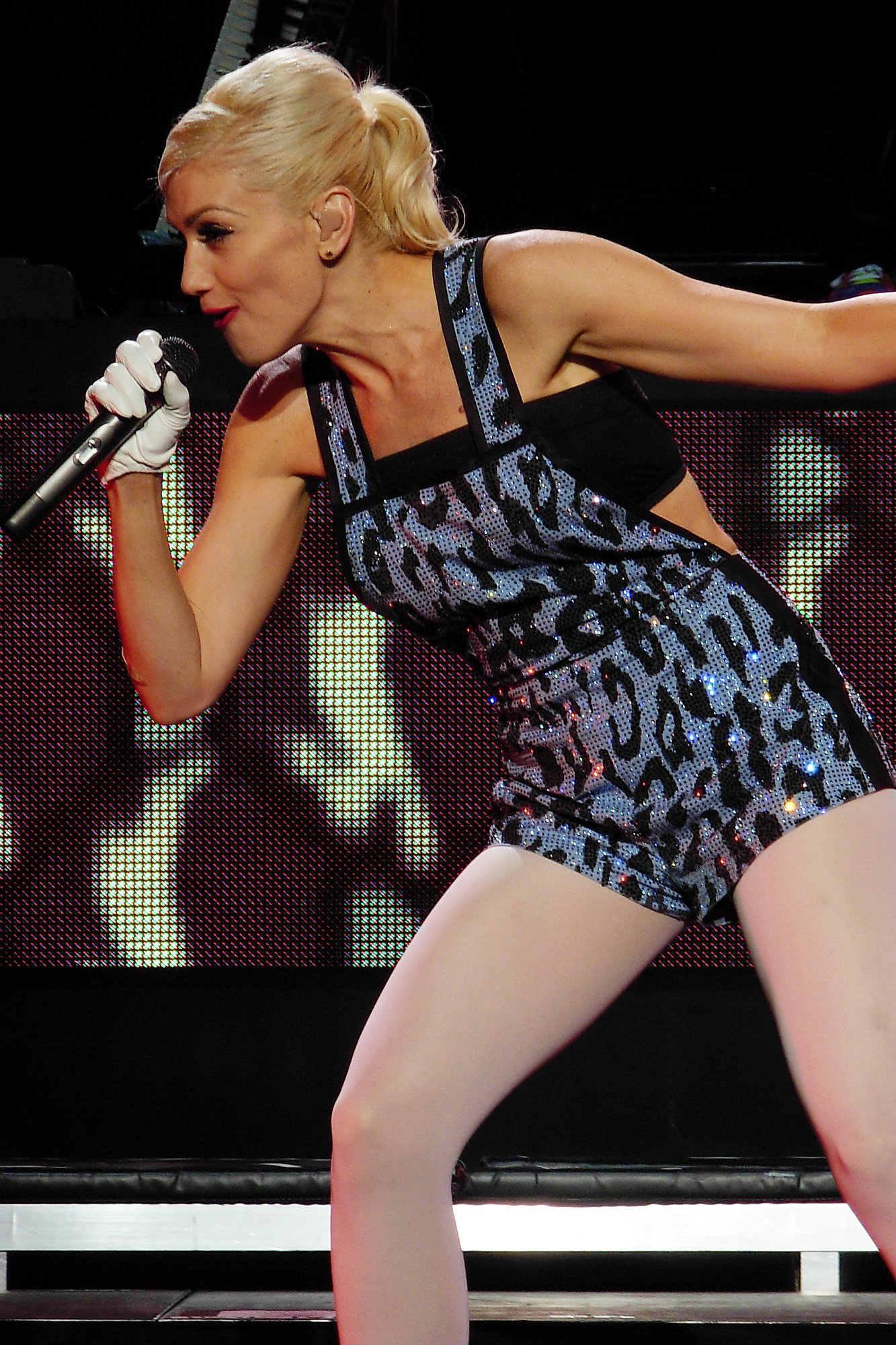
Stefani interpretando «Wind It Up» durante el The Sweet Escape Tour en 2007

Su segundo álbum de estudio, The Sweet Escape, fue lanzado el 1 de diciembre de 2006, y explora sonidos más modernos, como el dance pop y el rap. Continuó trabajando con Kanal, Perry y los Neptunes, junto con Akon y Tim Rice-Oxley, de la banda de rock británica Keane. El disco está enfocado más en la música electrónica y de baile para discotecas que su predecesor. Su puesta a la venta coincidió con el lanzamiento en DVD de su primera gira, Harajuku Lovers Live. Sia Michel comentó que «transmite una sensación sorprendentemente malhumorada, ligeramente autobiográfica [...] pero Stefani no es convincente como una diva insatisfecha» y Rob Sheffield calificó The Sweet Escape como un «regreso apresurado» que repite Love. Angel. Music. Baby. con menos energía.
En «Wind It Up», el sencillo principal, usó yodeling y una interpolación de The Sound of Music. En cuanto a ventas, llegó su punto máximo entre los 10 primeros en los EE. UU. y el Reino Unido. La canción principal alcanzó el top 10 en más de 15 países, incluidos los número dos en los EE. UU., Australia y el Reino Unido. Para promover The Sweet Escape, figuró en la sexta temporada de American Idol y cantó con Akon. También tuvo una nominación al premio Grammy a la mejor colaboración pop con voces. Posteriormente lanzaron tres sencillos más; «4 in the Morning», «Now That You Got It», que contó con Damian Marley, y «Early Winter». Para promocionarlo, se embarcó en una gira mundial, The Sweet Escape Tour, que incluyó América del Norte, Europa, Asia y el Pacífico y parte de América Latina. En una entrevista con Entertainment Weekly el 6 de junio de 2011, declaró que no tenía planes de continuar trabajando como solista.
Mientras Stefani promocionaba The Sweet Escape, No Doubt comenzó a trabajar en un nuevo álbum sin ella y planeaban finalizarlo después de que terminara el Sweet Escape Tour. En marzo de 2008, la banda comenzó a hacer publicaciones sobre los avances del disco en su foro oficial de fanáticos. El 28 de marzo de 2008 afirmó que la composición de canciones había comenzado, pero que era lenta porque Stefani estaba embarazada de su segundo hijo. The Singles 1992-2003 estuvo disponible el 9 de diciembre de 2008 para el videojuego Rock Band 2. Adrian Young tocó la batería en el álbum «Happy» in Galoshes de Scott Weiland en Galoshes. No Doubt encabezó el festival Bamboozle en mayo de 2009, junto con Fall Out Boy, y completó su gira nacional a mediados de 2009.
El nuevo álbum de No Doubt, Push and Shove, se lanzó el 25 de septiembre, precedido por el primer sencillo, «Settle Down», el 16 de julio. Su video musical fue dirigido por Sophie Muller —quien anteriormente dirigió varios videos musicales para No Doubt—. También en esta época, los miembros del grupo fueron invitados para la versión británica de The X-Factor. «Settle Down» alcanzó el puesto 34 en el Billboard Hot 100 y el álbum alcanzó el puesto número 3 en el Billboard 200 de los EE. UU. El 3 de noviembre de 2012, bajaron su video musical «Looking Hot» de Internet después de recibir quejas de que era agresivo hacia los nativos americanos. En enero de 2013, No Doubt hizo un cameo en un globo aerostático para la tercera temporada de Portlandia.

### 2014-2017:The Voice,This Is What the Truth Feels LikeyYou Make It Feel Like Christmas

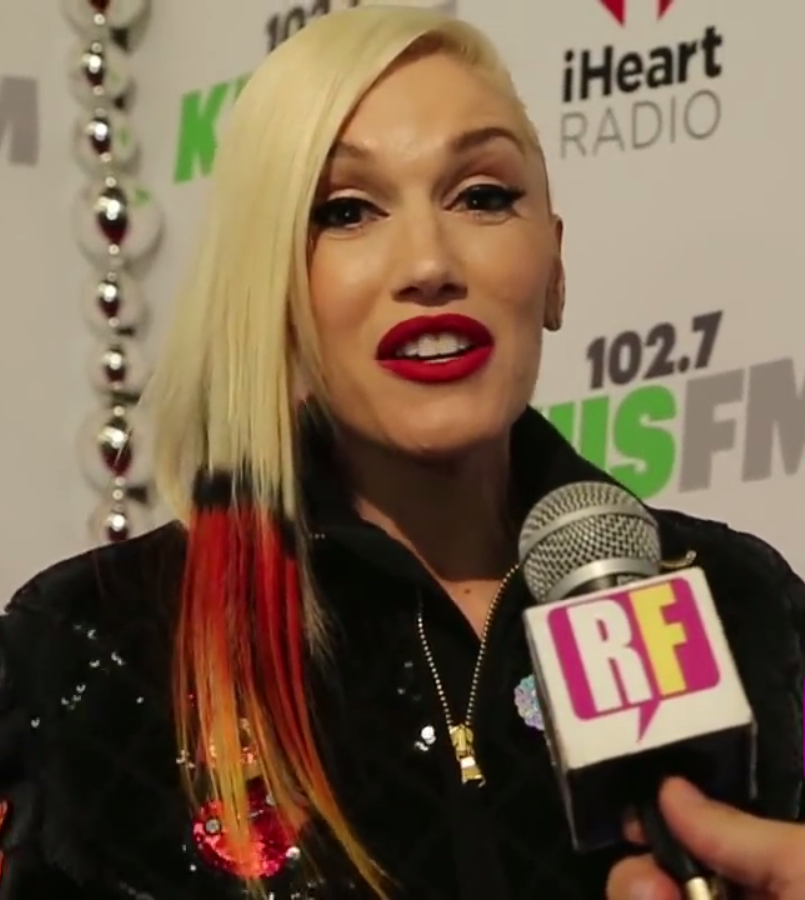
Gwen Stefani en 2014

El 12 de abril de 2014, hizo una aparición sorpresa en el festival de Coachella, donde se unió a Pharrell Williams en el escenario durante su presentación para interpretar «Hollaback Girl». El 29 de abril habían anunciado oficialmente que se sumaría a la séptima temporada de The Voice como entrenadora, en reemplazo de Christina Aguilera. Nueve años después de la última vez, asistió a los MTV Video Music Awards del 2014. Stefani apareció como artista destacada en la canción de Maroon 5 «My Heart Is Open», coescrita por Sia, del álbum V de la banda, que Adam Levine y una orquesta interpretaron por primera vez en los premios Grammy de 2015. También colaboró con Calvin Harris en la canción «Together» de su álbum Motion.
El 8 de septiembre de 2014, Stefani le dijo a MTV News durante la Semana de la Moda de Nueva York que estaba grabando tanto en un disco de No Doubt como en uno en solitario, y que estaba trabajando con Williams. Lanzó su sencillo de regreso «Baby Don't Lie» el 20 de octubre de 2014, coescrito con los productores Ryan Tedder, Benny Blanco y Noel Zancanella. Billboard anunció que su tercer álbum de estudio se lanzaría en diciembre con Benny Blanco como productor ejecutivo. A fines de octubre, se lanzó «Spark the Fire», una nueva pista del disco, producida por Pharrell Williams. El 23 de noviembre, la canción completa se estrenó en línea. Tanto «Baby Don't Lie» como «Spark the Fire» fueron eliminados más tarde del tercer álbum. El 13 de enero de 2015, Stefani y Williams también grabaron una canción titulada «Shine», para la banda sonora de Paddington. Stefani y Sia trabajaron juntas en una balada llamada «Start a War», que también se esperaba que se lanzara en el tercer álbum de estudio, pero no figuró en el corte final. El 10 de julio de 2015, el rapero estadounidense Eminem y Stefani colaboraron en el sencillo «Kings Never Die», de la banda sonora de la película Southpaw. La pista debutó y alcanzó el puesto 80 en la lista Billboard Hot 100 e igualó las ventas de descargas digitales de la primera semana con 35 000 copias.
El 17 de octubre de 2015, realizó un concierto como parte de su serie de giras MasterCard Priceless Surprises en el Hammerstein Ballroom de la ciudad de Nueva York, donde interpretó una nueva canción sobre su ruptura con su exmarido Gavin Rossdale, titulada «Used to Love You». Se lanzó como descarga digital el 20 de octubre de 2015, junto con el video musical. También fue lanzada a la radio de éxito contemporáneo en los Estados Unidos el 27 de octubre de 2015. La canción es el primer sencillo oficial de su tercer disco en solitario This Is What the Truth Feels Like, en el que comenzó a trabajar a mediados de 2015. Dijo que gran parte del material anterior en el que trabajó en 2014 se sintió forzado e inauténtico, lo contrario de lo que había querido originalmente. El segundo sencillo, «Make Me Like You», se lanzó el 12 de febrero de 2016. This Is What the Truth Feels Like se lanzó el 18 de marzo de 2016 y debutó en el número uno en el Billboard 200 con 84 000 unidades equivalentes a álbumes vendidos en su primera semana, lo que le valió su primer álbum número uno en la lista de los  Estados Unidos como solista. Para promover aún más el álbum, se embarcó en su gira de This Is What the Truth Feels Like con la rapera Eve en los Estados Unidos. Prestó su voz a DJ Suki en la película animada Trolls, que se estrenó el 4 de noviembre de 2016. También participó en cinco canciones de la banda sonora oficial del filme. Actuó dos veces como parte de los «Espectáculos finales» en el Anfiteatro de Irvine Meadows del 29 al 30 de octubre, antes de su cierre debido a que The Irvine Company no renovó el arrendamiento del terreno del lugar.
Fue entrevistada para la serie documental The Defiant Ones, que se estrenó en julio de 2017. El mismo mes, anunció planes para lanzar nueva música a finales de año. En agosto, se publicaron varios títulos de canciones de las sesiones de la cantante en el sitio web oficial de GEMA, lo que sugiere que podría haber estado grabando un álbum navideño. Los créditos de composición de las pistas filtradas tenían a Stefani colaborando con busbee, Blake Shelton y Justin Tranter. El álbum, titulado You Make It Feel Like Christmas, se lanzó el 6 de octubre de 2017. Su canción principal, con la voz invitada de Shelton, se distribuyó digitalmente el 22 de septiembre de 2017 como sencillo principal. Para promocionar el disco, presentó Gwen Stefani's You Make It Feel Like Christmas, un especial televisivo navideño de NBC que se emitió el 12 de diciembre de 2017.

### 2018-presente:residency showen Las Vegas,The VoiceyBouquet

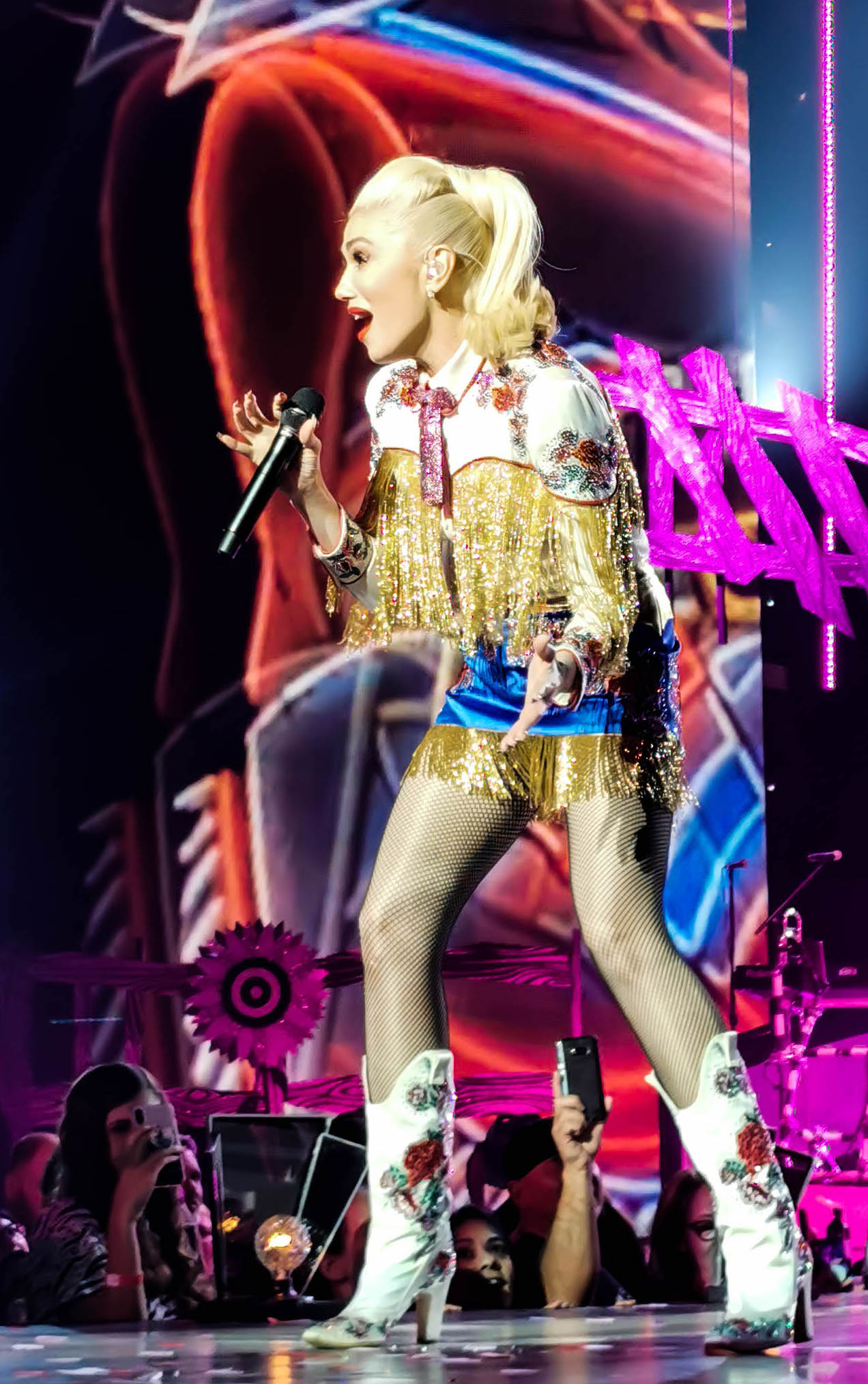
Gwen Stefani en el residency show de Las Vegas en 2019

El primer residency show de Stefani, titulado Just a Girl: Las Vegas, comenzó el 27 de junio de 2018 en el Teatro Zappos de Las Vegas. Concluyó el 16 de mayo de 2020. Lleva el nombre de la canción de No Doubt «Just a Girl». Las ganancias del espectáculo —$1 por entrada— se donaron a la organización Cure4Kids. En octubre de 2018 se lanzó una edición de lujo de You Make It Feel Like Christmas y se promocionó a través del sencillo «Secret Santa». El 22 de junio de 2019, se presentó en el Machaca Fest del Parque Fundidora. En el mismo mes, The New York Times Magazine incluyó a Stefani entre cientos de artistas cuyo material fue destruido en el incendio de Universal de 2008.
Reemplazó a Adam Levine como entrenadora para la temporada 17 de The Voice después de que el cantante dejase el programa. Fue reemplazada por Nick Jonas para la temporada 18, y regresó para su quinta temporada de  The Voice como reemplazo de Jonas. Su finalista Carter Rubin ganó, lo que representó la primera victoria como entrenadora después de su quinto intento; ella fue la novena entrenadora —y cuarta mujer después de Christina Aguilera, Alicia Keys y Kelly Clarkson— en hacerlo. En noviembre de 2020, mientras aún se estaba emitiendo la temporada 19, se anunció que Jonas volvería a reemplazar a Stefani como juez de la temporada 20. En mayo de 2022, se anunció que Stefani regresaría como entrenadora para la temporada 22, reemplazando a Ariana Grande. En octubre de 2022, se anunció que Stefani dejaría el panel, una vez más, para la temporada 23. En mayo de 2023, se anunció que Stefani regresaría a The Voice para la temporada 24, reemplazando a Kelly Clarkson. Stefani volvió a abandonar el panel para la temporada 25, siendo reemplazada por Dan + Shay. En mayo de 2024, se anunció que Stefani regresaría al panel para la temporada 26, reemplazando a Dan + Shay.
El 13 de diciembre de 2019, apareció en el sencillo de Shelton «Nobody but You» de su álbum recopilatorio Fully Loaded: God's Country. La canción alcanzó el puesto 18 en el Billboard Hot 100 y el 49 en el Canadian Hot 100. El 24 de julio de 2020, Stefani y Shelton lanzaron otro sencillo titulado «Happy Anywhere», inspirado en la pandemia de COVID-19. Inicialmente, estaba en el programa del Lollapalooza 2020, pero se pospuso debido a la pandemia. Finalmente, el festival se llevó a cabo como una transmisión en vivo de cuatro días en julio y agosto de 2020, pero no participó.
Stefani apareció en un remix hecho por Mark Ronson de «Physical», una canción de la cantante británica Dua Lipa, que está incluido en el álbum de remixes Lipa Club Future Nostalgia (2020). Inicialmente, se le acercó a Stefani para que limpiara una muestra de «Hollaback Girl» para el remix hecho por Mr Fingers de «Hallucinate», y luego se le pidió que fuera parte del remix de «Physical». Para promocionar la edición reeditada de 2020 de You Make It Feel Like Christmas, lanzó una versión de «Sleigh Ride» como sencillo.
El 7 de diciembre de 2020, lanzó «Let Me Reintroduce Myself» como el sencillo principal del próximo quinto álbum de estudio en solitario. Siguió esto con un segundo sencillo «Slow Clap» el 11 de marzo de 2021, que recibió un remix con Saweetie el mes siguiente. También reveló más música nueva a través de su cuenta de Instagram, y anunció que grabó dos nuevas pistas tituladas «When Loving Gets Old» y «Cry Happy». En 2022, contribuyó como artista invitada en el sencillo «Light My Fire» de Sean Paul, junto a Shenseea, y apareció en su video musical. En junio de 2023, anunció que su primer nuevo sencillo en solitario en más de dos años, «True Babe», se lanzó el 23 de junio. El 9 de febrero de 2024, Stefani y Blake Shelton lanzaron su nuevo dueto, «Purple Irises», en la que aparece en su quinto album de estudio Bouquet. El 25 de julio, ella y Anderson Paak lanzaron el sencillo «Hello World» como canción de los Juegos Olímpicos de Paris 2024 patrocinados por Coca-Cola.
«Somebody Else's» fue lanzado como sencillo principal de Bouquet el 20 de septiembre de 2024. «Swallow My Tears» fue lanzado como próximo sencillo el 25 de octubre. El disco salió a la venta el 15 de noviembre.
A fines de enero de 2025, Gwen se reunió con los miembros de su banda No Doubt por segunda vez en una década para realizar un concierto benéfico en apoyo a las comunidades del sur de California devastadas por los incendios forestales. El evento se transmitió en vivo por Netflix Tudum, así como en Apple Music y la aplicación Apple TV, Max, iHeartRadio, KTLA+, Paramount+, Prime Video y Amazon Music Channel en Twitch, SiriusXM —exclusivamente en «LIFE with John Mayer»—, Spotify, SoundCloud, Veeps, YouTube y en ubicaciones seleccionadas de AMC Theatre en 70 mercados de EE. UU.

## Otros emprendimientos

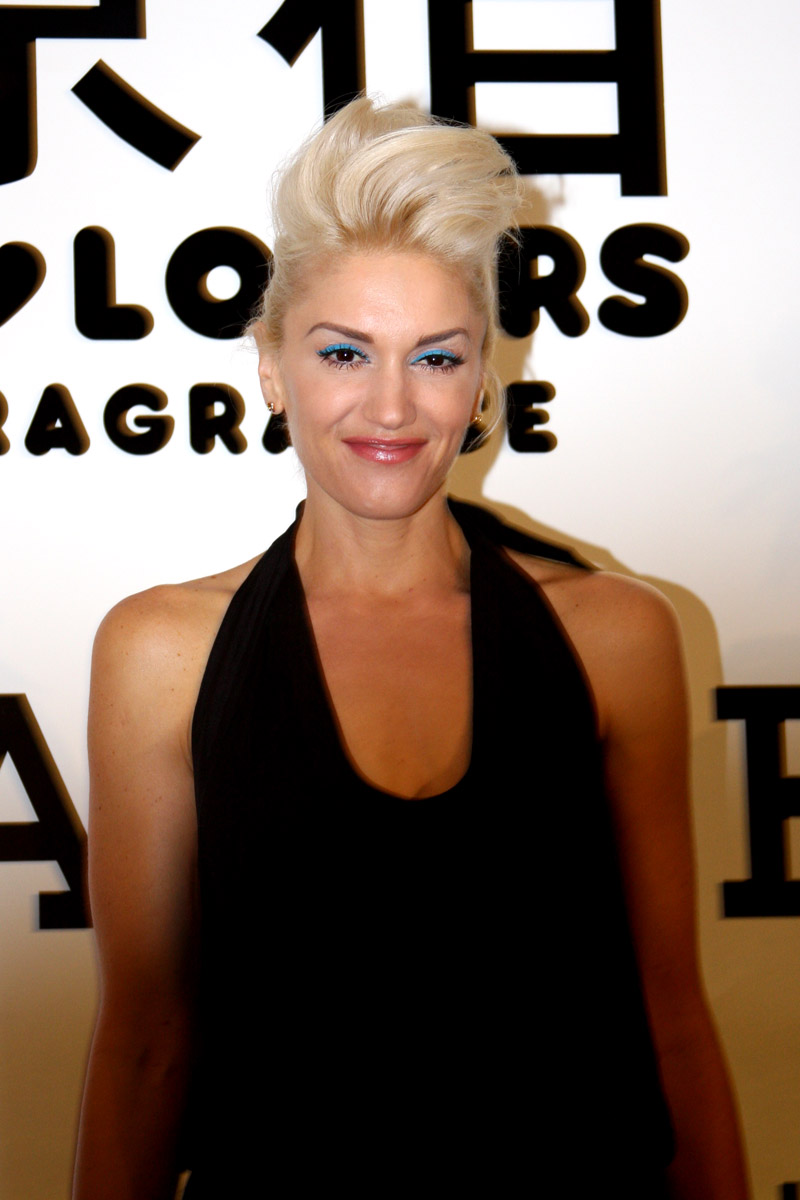
Stefani en septiembre de 2009

Stefani hizo la mayor parte de la ropa que usó en el escenario con No Doubt, lo que dio como resultado combinaciones cada vez más eclécticas. La estilista Andrea Lieberman la introdujo en la ropa de alta costura, y Stefani lanzó una línea de moda llamada L.A.M.B. en 2004. La línea toma influencia de una variedad de modas, incluidos los estilos guatemalteco, japonés y jamaicano. Alcanzó popularidad entre las celebridades y es usada por estrellas como Teri Hatcher, Nicole Kidman y la misma Stefani. En junio de 2005, amplió su marca con la colección Harajuku Lovers, menos costosa, a la que se refirió como «una línea de mercadería glorificada», con productos variados que incluyen una cámara, colgantes para teléfonos móviles y ropa interior. A finales de 2006, lanzó muñecas de edición limitada, llamadas «Love. Angel. Music. Baby. Fashion Dolls». Las muñecas están inspiradas en la ropa que usaron Stefani y las Harajuku Girls durante la gira del álbum.
A fines de 2007, lanzó un perfume, L, como parte de su colección de ropa y complementos, y tiene notas altas de guisante de olor y rosa. En septiembre de 2008, lanzó una línea de fragancias como parte de Harajuku Lovers. Hay cinco fragancias diferentes basadas en las cuatro Harajuku Girls y la propia Stefani llamadas Love, Lil' Angel, Music, Baby y G —Gwen—. Desde enero de 2011, es la portavoz de L'Oréal Paris. En 2016, Urban Decay lanzó una colección de cosméticos de edición limitada en colaboración con Stefani. Después de tener que usar anteojos, comenzó a diseñar gafas. En 2016, Gwen comenzó a lanzar anteojos bajo su marca L.A.M.B. También comenzó a lanzar anteojos asequibles bajo la etiqueta GX, con Tura Inc.
En 2014, anunció la producción de una serie animada sobre ella y las Harajuku Girls. Junto con Vision Animation y Moody Street Kids, ha ayudado a crear el programa que presenta a ella misma, Love, Angel, Music y Baby como la banda, HJ5, que luchan contra el mal mientras intentan seguir su carrera musical. Mattel era el licenciatario mundial de juguetes y la serie en sí, Kuu Kuu Harajuku, fue distribuida en todo el mundo por DHX Media.
En 2018, Stefani supuestamente había solicitado la marca P8NT para una posible línea de «maquillaje, cuidado de la piel, fragancias y tintes para el cabello» y, en marzo de 2022, lanzó una marca de maquillaje llamada GXVE Beauty.

## Arte
AXS llamó a Stefani una vocalista «potente» con un rango «increíble». The New York Times consideró que su voz era «educada» y la elogió por «dejar su adicción al vibrato». IGN describió a Stefani como poseedora de una «destreza vocal única». El Chicago Tribune declaró que Stefani tenía un «alto temerario».
Su álbum debut Love. Angel. Music. Baby. tomó influencia de una variedad de géneros de la década de 1980, que incluían el electropop, new wave, dance-rock, hip hop, R&B, soul y la música disco. Citó a Madonna, Lisa Lisa, Club Nouveau, Prince, New Order y The Cure como principales influencias. Stefani compuso varias de las canciones para las discotecas, con ritmos electrónicos destinados a bailar. Haciendo referencia a la moda y la riqueza en el álbum, la cantante nombró a varios diseñadores que consideraba inspiraciones en su carrera personal, como John Galliano y Vivienne Westwood. Su segundo álbum de estudio, The Sweet Escape, se asemeja musicalmente a su predecesor mientras explora sonidos pop más modernos e incursiona fuertemente en géneros como dance pop y rap. Continuó con los mismos temas desarrollados en Love Angel Music Baby, pero recibió críticas por hacerlo.
This Is What the Truth Feels Like, el tercer álbum de la cantante, también fue de pop, aunque incorporaba música de otros géneros, incluidos el reggae, disco, y dancehall, así como el uso de guitarras. Sus letras cambiaron a causa de los eventos de su vida personal, como su divorcio con Rossdale y su nueva relación con Shelton. La cantante dijo que hablaba en ellas más sobre el perdón que sobre la venganza.

## Imagen pública

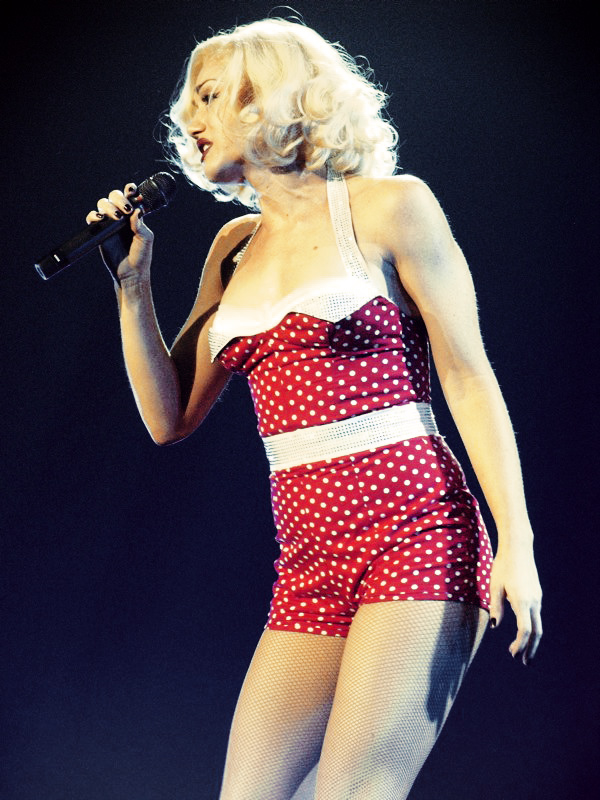
Stefani interpretando «The Real Thing» durante el Harajuku Lovers Tour en 2005

Stefani comenzó a usar un bindi a mediados de la década de 1990 después de asistir a varias reuniones familiares con Tony Kanal, de ascendencia india. Durante el éxito de No Doubt, Stefani usó la decoración en su frente en varios de los videos musicales de la banda y popularizó brevemente el accesorio en 1997. Desde el video musical de «Just a Girl», ha sido conocida por exponer su abdomen con blusas cortas. El diseño de maquillaje de Stefani generalmente incluye polvos ligeros para el rostro, lápiz labial rojo brillante y cejas arqueadas; escribió sobre el tema en una canción titulada «Magic's in the Makeup» para Return of Saturn de No Doubt, donde preguntaba: «If the magic's in the makeup/Then, who I am?». Stefani es morena natural, pero se tiñe el cabello desde noveno grado. Desde finales de 1994, suele tener el pelo rubio platino. Mencionó esto en la canción «Platinum Blonde Life» en Rock Steady e interpretó a la actriz Jean Harlow en la película biográfica de 2004 The Aviator. Se tiñó el pelo de azul en 1998 y de rosa en 1999, cuando apareció en la portada de Return of Saturn con el cabello de ese color.
En 2006, modificó su imagen, inspirada en la del personaje de Michelle Pfeiffer, Elvira Hancock, en la película Scarface de 1983. Comenzó a usar un símbolo que constaba de dos «G» consecutivas, que aparece en una llave con incrustaciones de diamantes que ella usa en un collar y que se convirtió en un motivo en la promoción de The Sweet Escape. También expresó su preocupación en enero de 2007 por su rápida pérdida de peso después del embarazo. Posteriormente afirmó que había estado a dieta desde sexto grado para entrar en la talla 4 de ropa. En el Madame Tussauds de Las Vegas, en The Venetian hay una figura de cera suya desde el 22 de septiembre de 2010.
El lanzamiento del primer álbum en solitario de Stefani llamó la atención sobre su séquito de cuatro Harajuku Girls, que aparecen con atuendos influenciados por la moda gótica Lolita, y llevan el nombre del área alrededor de la estación Harajuku de Tokio. Su ropa también tomó influencia de la moda japonesa, en un estilo descrito como una combinación entre Christian Dior y Japón. Los bailarines aparecen en sus videos musicales, cobertura de prensa y en la portada del álbum Love. Angel. Music. Baby., con una canción nombrada y dedicada a ellos en el álbum. También se presentaron en el Harajuku Lovers Tour de Stefani, con el mismo nombre. La revista Forbes informó que la cantante ganó US$27 millones entre junio de 2007 y 2008 por su gira, línea de moda y comerciales, lo que la convirtió en la décima personalidad musical mejor pagada del mundo en ese momento.

## Logros y legado

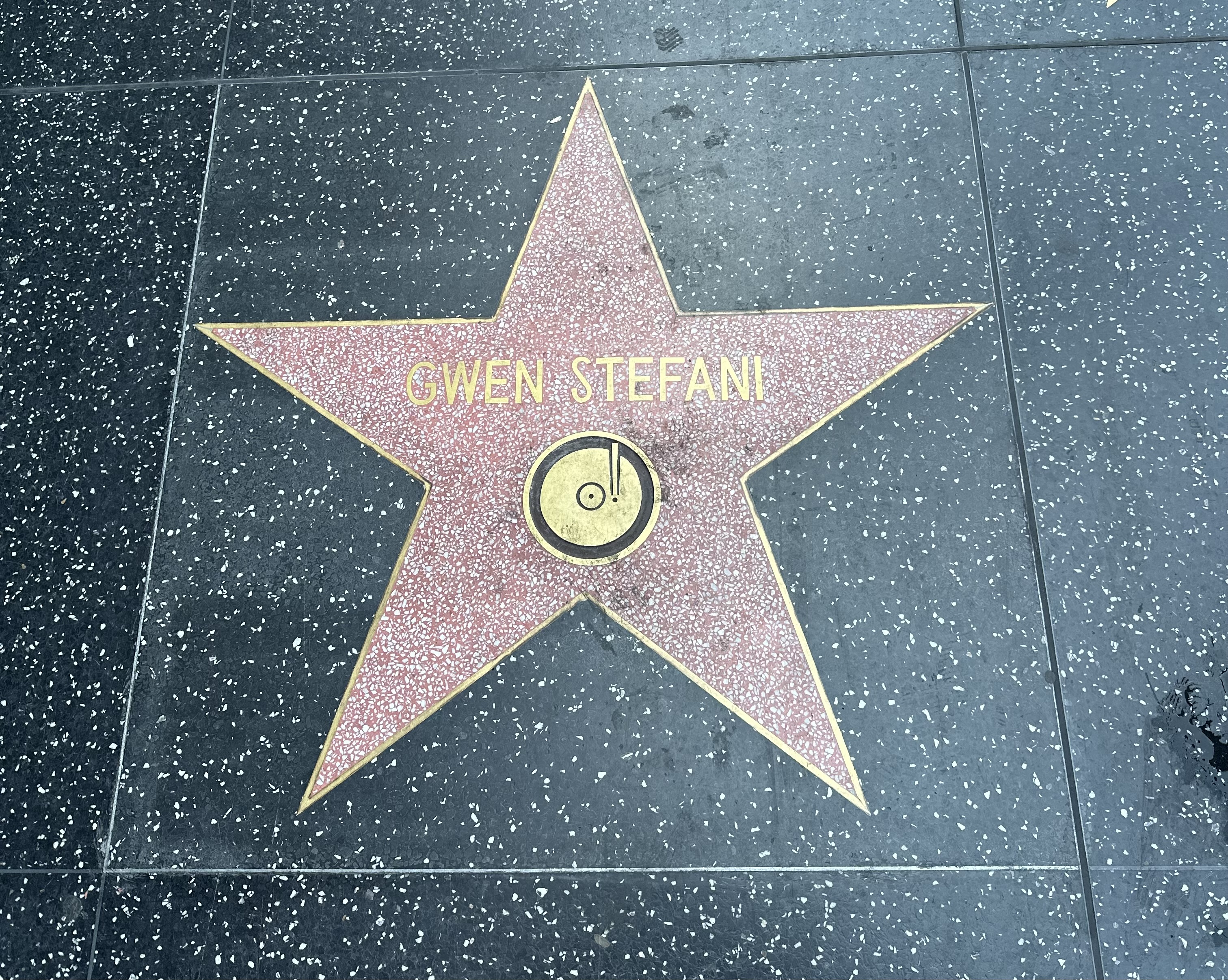
La estrella de Stefani en el Paseo de la Fama de Hollywood

A lo largo de su carrera como solista, Stefani ha ganado varios premios musicales, incluido un premio Grammy, cuatro MTV Video Music Awards, un American Music Award, un Brit Award y dos Billboard Music Awards. Con No Doubt, ha ganado dos premios Grammy. En 2005, Rolling Stone la llamó «la única verdadera estrella de rock femenina que quedaba en la radio o MTV» y la presentó en la portada de la revista. Recibió el premio Style Icon Award en los primeros People Magazine Awards en 2014. En 2016, la cantante recibió en los Radio Disney Music Awards con un Hero Award, que se otorga a los artistas en función de sus contribuciones personales a diversas obras de caridad.
Varios críticos de música contemporánea se han referido a Stefani como una «princesa del pop». En 2012, VH1 incluyó a la cantante en el número trece de su lista de las 100 Mujeres más Grandes de la Música. Su trabajo musical ha influido en artistas y músicos como Hayley Williams de Paramore, Best Coast, Kim Petras, Teddy Sinclair, Katy Perry, Charli XCX, Kesha, Ava Max, Marina Diamandis, Rita Ora, Keke Palmer, Bebe Rexha, Dua Lipa, The Stunners, Kelly Clarkson, Sky Ferreira, Kirstin Maldonado de Pentatonix, Olivia Rodrigo, y Cover Drive. Este último grupo, un cuarteto musical de Barbados, afirmó que tanto Stefani como No Doubt habían ayudado a influir en su música, a lo que la cantante principal del grupo, Amanda Reifer, dijo que se «desmayaría» si alguna vez conociera a Stefani.
El sencillo principal de Love. Angel. Music. Baby., «What You Waiting For?», ha sido considerado por Pitchfork como uno de sus mejores sencillos, y lo colocó en el número dieciséis de su lista «Top 50 Singles of 2004». «Hollaback Girl» de Love. Angel. Music. Baby. fue la primera canción en vender digitalmente más de un millón de copias en los Estados Unidos; con certificado platino tanto en los Estados Unidos como en Australia, y alcanzó su punto máximo en el número 41 en las listas de fin de década de Billboard para 2000-09. Desde su lanzamiento en 2005, Rolling Stone ha llamado a «Hollaback Girl» la «canción insignia» de Stefani.

## Filantropía

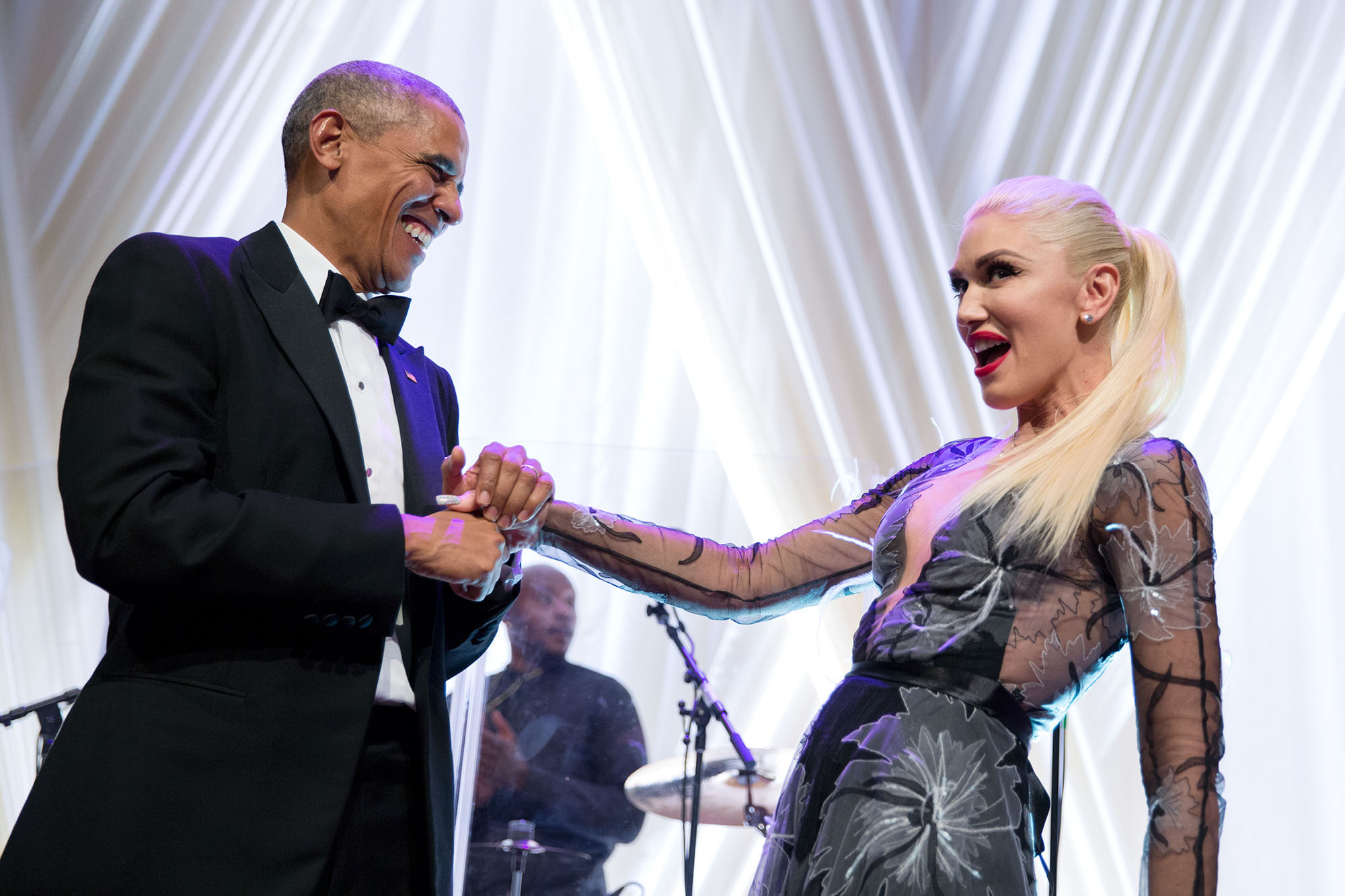
Barack Obama y Gwen Stefani en 2016

Después del terremoto y tsunami de Tōhoku de 2011, Stefani donó US$1 millón al Fondo para Niños en Emergencias por el Terremoto y el Tsunami de Japón de Save the Children. También realizó una subasta en eBay del 11 al 25 de abril de 2011, para que los participantes ofertaran por artículos de ropa vintage de su guardarropa personal y camisetas personalizadas diseñadas y firmadas por ella, así como la entrada a un té privado con temática de Harajuku. Esta fiesta la organizó para el 7 de junio de 2011, en el primer maid café y espacio de arte pop de estilo japonés de Los Ángeles, Royal/T, y las ganancias de la subasta se destinaron a Save the Children.
En la gala amfAR durante el Festival de Cine de Cannes de 2011, subastó el vestido negro de encaje que usó en el evento con fines benéficos, lo que recaudó más de US$125 000. Un representante del diseñador Michael Angel, quien ayudó a Stefani con el diseño y trabajó como estilista, dijo que Angel creó el vestido, no ella. En respuesta, Angel emitió un comunicado confirmando que el vestido fue diseñado por Stefani para L.A.M.B. y para ser usado y subastado en la gala amfAR. Stefani organizó una recaudación de fondos con la primera dama Michelle Obama en agosto de 2012 en la casa de la cantante en Beverly Hills.
La cantautora apoya a la comunidad LGBT. Cuando se le preguntó en una entrevista de Pride Source en 2019 sobre cómo reaccionaría si uno de sus hijos se declarase gay, dijo: «Sería bendecida con un hijo gay; [...] solo quiero que mis hijos estén sanos y felices. Y solo le pido a Dios que me guíe para ser una buena madre, que no es nada fácil».

## Vida personal

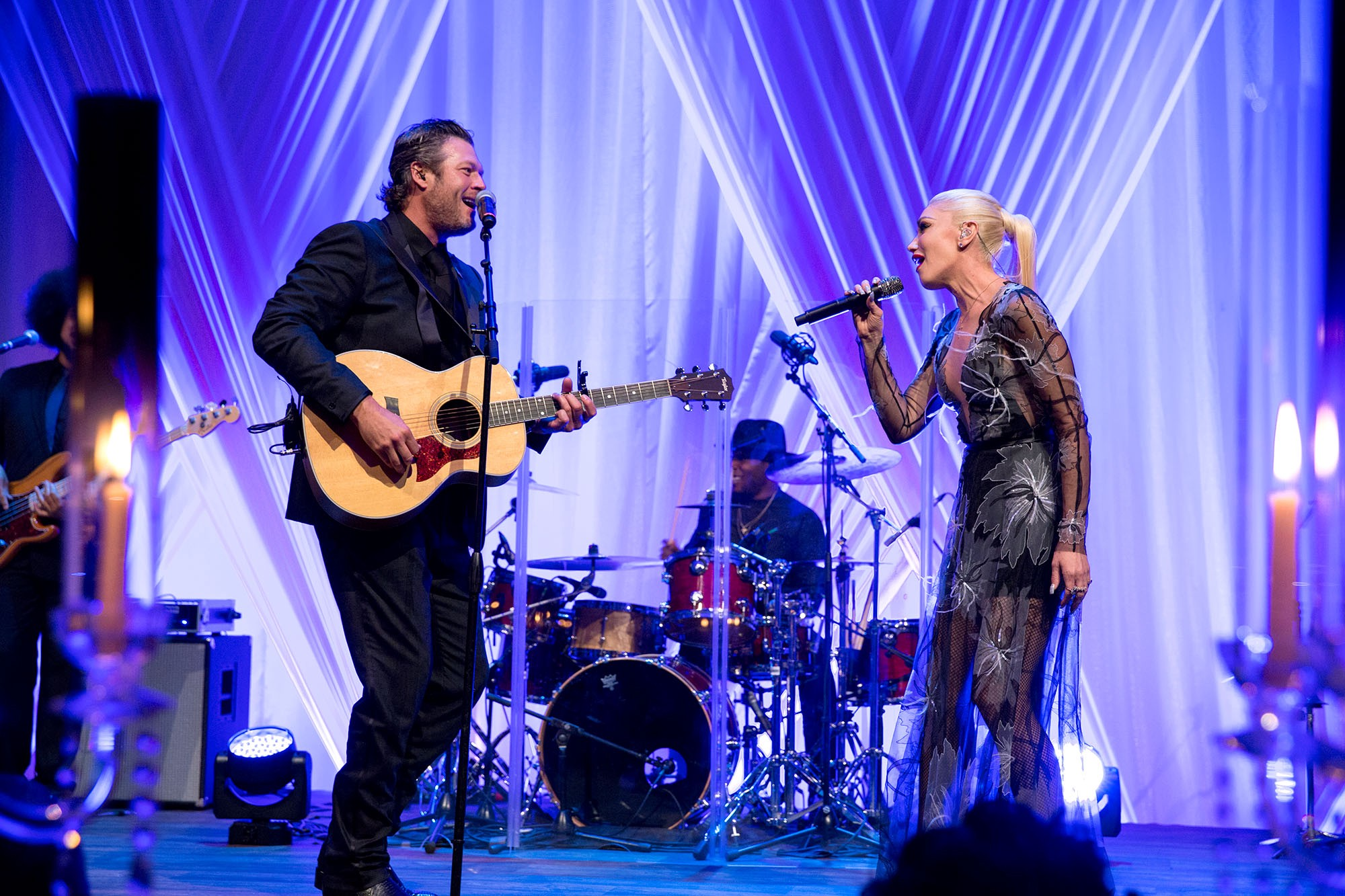
Gwen Stefani y Blake Shelton en el US-Italy State Dinner de 2019

Stefani comenzó a salir con su compañero de banda Tony Kanal poco después de que él se uniera. Dijo que estaba muy interesada en esa relación y comentó que «... todo lo que hice fue mirar a Tony y orar para que Dios me permitiera tener un bebé con él». La banda casi se separa cuando Kanal terminó la relación. Su ruptura la inspiró para componer letras y muchas de las canciones de Tragic Kingdom, como «Don't Speak», «Sunday Morning» y «Hey You!», relatan los altibajos de su relación. Muchos años después, Stefani coescribió su canción «Cool» sobre su relación como amigos para su álbum debut en solitario de 2004, Love. Angel. Music. Baby.
Conoció al cantante y guitarrista de Bush, Gavin Rossdale, en 1995, cuando No Doubt y la banda principal Bush se presentaron en un concierto navideño para la estación de radio KROQ. Se casaron el 14 de septiembre de 2002, con una boda en St Paul's, Covent Garden, en Londres. Dos semanas después se celebró una segunda boda en Los Ángeles. Tiene tres hijos con Rossdale, nacidos en mayo de 2006, agosto de 2008 y febrero de 2014. El 3 de agosto de 2015, Stefani solicitó el divorcio de Rossdale, citando «diferencias irreconciliables». Su divorcio finalizó el 8 de abril de 2016, en el que Rossdale acordó la «división desigual» de sus bienes.
Stefani anunció su relación con Blake Shelton, artista de música country y coprotagonista de The Voice, en noviembre de 2015. La pareja anunció su compromiso el 27 de octubre de 2020 y se casó en una capilla el 3 de julio de 2021 en el rancho de Shelton en Oklahoma.
Stefani y Shelton han colaborado en numerosas ocasiones desde que se convirtieron en pareja. En 2015, los músicos coescribieron la canción «Go Ahead and Break My Heart» en el comienzo de su relación. El dueto apareció en el álbum de Shelton de 2016, If I'm Honest. En 2020, sus duetos «Nobody But You» y «Happy Anywhere» alcanzaron el número 1 en la lista Billboard US Country Airplay. También colaboraron en la canción «You Make It Feel Like Christmas», incluida en su álbum navideño de 2017 homónimo.
A Stefani le diagnosticaron dislexia en el 2020.
En una entrevista de 2023 con la revista Allure, Stefani declaró que el trabajo de su padre lo hizo viajar con frecuencia entre California y Japón durante 18 años. Hablando sobre su relación con la cultura japonesa, explicó que «esa fue mi influencia japonesa y que era una cultura tan rica en tradición, pero tan futurista [con] tanta atención al arte, los detalles y la disciplina, y fue fascinante para mí». Había visitado Harajuku cuando era adulta y se refería a sí misma como una «súper fanática» de la cultura japonesa. En la misma entrevista, Stefani comentó que era japonesa y que «no solo se identifica con la cultura japonesa, sino también con las comunidades hispana y latina de Anaheim, California». Sus comentarios han generado críticas de apropiación cultural, con entrevistadores y escritores que aclaran que Stefani es irlandesa-estadounidense e ítalo-estadounidense, y no japonesa.
Stefani sigue la religión católica romana.

## Discografía

### Como solista
- 2004: Love. Angel. Music. Baby.
- 2006: The Sweet Escape
- 2016: This Is What the Truth Feels Like
- 2017: You Make It Feel Like Christmas
- 2024: Bouquet[158]

### Con No Doubt
- 1992: No Doubt
- 1995: The Beacon Street Collection
- 1995: Tragic Kingdom
- 2000: Return of Saturn
- 2001: Rock Steady
- 2012: Push and Shove

## Giras

### Encabezadas
- 2005: Harajuku Lovers Tour
- 2007: The Sweet Escape Tour
- 2016: This Is What the Truth Feels Like Tour

### De residencia
- 2018-2021: Gwen Stefani – Just a Girl

### Promocionales
- 2015-2016: MasterCard Priceless Surprises Presents Gwen Stefani
- 2016: Irvine Meadows Amphitheatre Final Shows

### Festivales
- 2019: Machaca Fest

## Filmografía
| Año                              | Título                                   | Papel                       | Notas |
| -------------------------------- | ---------------------------------------- | --------------------------- | --- |
| 1996-2016                        | Saturday Night Live                      | Invitada musical            | 6 episodios |
| 2000-2001                        | Behind the Music                         | Ella misma                  | 2 episodios |
| 2001                             | King of the Hill                         | Ella misma (con No Doubt)   | Episodio: «Kidney Boy and Hamster Girl: A Love Story»                                                           |
| 2001                             | Zoolander                                | Ella misma                  | Cameo |
| 2002                             | Dawson's Creek                           | Ella misma (con No Doubt)   | Episodio: «Spiderwebs»                                                                                          |
| 2004                             | Malice                                   | Malice (voz)                | Videojuego |
| 2004                             | The Aviator                              | Jean Harlow                 | Nominada - Premio del Sindicato de Actores de la Pantalla a la Actuación Destacada de un Elenco en una Película |
| 2005                             | Fashion Rocks                            | Ella misma                  | Documental |
| 2005                             | Brain Fart                               | Ella misma                  | Documental |
| 2009                             | Gossip Girl                              | Voz principal de Snowed Out | Episodio: «Valley Girls»; cameo                                                                                 |
| 2011                             | Everyday Sunshine: The Story of Fishbone | Ella misma                  | Documental |
| 2013                             | Portlandia                               | Ella misma (con No Doubt)   | Episodio: «Nina's Birthday»                                                                                     |
| 2014-2015, 2017, 2019-2020, 2022 | The Voice                                | Ella misma                  | Entrenadora (temporadas 7, 9, 12, 17, 19, 22); tutora (temporadas 8 y 10)                                       |
| 2015                             | Through the Eyes of Faith                | Ella misma                  | Documental |
| 2016                             | Trolls                                   | DJ Suki (voz)               | |
| 2017                             | The Defiant Ones                         | Ella misma                  | Documental |
| 2024                             | Piece by Piece                           | Ella misma                  | |